# 冰島鋸尾鯊
冰島鋸尾鯊（學名：Galeus murinus），又稱冰島蜥鯊，為軟骨魚綱真鯊目猫鲨科鋸尾鯊屬的一個種，挪威動物學家羅伯特·科利特(Robert Collett)在1904年出版的科學雜誌Forhandlinger i Videnskabs-selskabet i Christiania中最初將冰島鋸尾鯊鯊命名為Pristiurus murinus，此模式標本為未成熟的雌魚，長22 公分，於赫布里底群島西北150公里處，深度1,100–1,300公尺採集。後來的作者認為Pristiurus是Galeus的同義詞。分布於東北大西洋冰島及法羅群島海域，深度475至1200公尺，本魚體修長，口鼻相當長且鈍，鼻孔被前面的三角形皮膚瓣分開，眼睛呈水平橢圓形，並配有瞬膜，每隻眼睛下面都有一條細細的脊，後面有一個微小的氣孔，大嘴形成寬闊的拱形，嘴角有發達的皺紋，有五對鰓縫，第四對和第五對位於胸鰭基部上方。第一背鰭具有圓形尖端，位於腹鰭的後部上方，第二背鰭的大小和形狀與第一背鰭相似，位於臀鰭的後部上方，胸鰭又大又寬，腹鰭非常獨特，又大又寬，邊緣均勻呈圓形，在成年雄魚中，腹鰭的內緣融合在一起，形成部分覆蓋扣環的「圍裙」，臀鰭大且有稜角；它的基部大約佔總長度的 12-13%，尾柄圓柱形，尾鰭較低，下葉較小，上葉尖端附近有腹側切跡，尾柄圓柱形，尾鰭較低，下葉較小，上葉尖端附近有腹側切跡，體色棕色，腹部稍微變淺，口腔內部是黑色，體長可達63公分，棲息在大陸坡，屬肉食性，底棲甲殼類、硬骨魚和頭足類為食，卵生，卵被包裹在一個金黃色的花瓶形卵囊中，卵囊長5.4–5.6公分，寬1.4–1.7公分，不具經濟價值，在商業拖網漁業偶然捕獲。